# Pijngrens
De pijngrens en pijndrempel zijn in wezen verschillende begrippen, al worden ze vaak door elkaar gehaald. De pijndrempel is het punt van waaraf een toenemende prikkel als pijn wordt ervaren. Dit punt is zeer subjectief, en de verdraagbaarheid van de pijn door een steeds sterkere prikkel hangt af van iemands pijntolerantie. Het is mogelijk dat een identieke prikkel bij de ene persoon niet als pijnlijk wordt ervaren, en bij de andere persoon wel al zijn de onderlinge verschillen klein aangezien het perifere zenuwstelsel bij eenieder (pijn)prikkels doorgeeft aan het centrale zenuwstelsel. Ook kan de pijndrempel binnen één persoon veranderen in de tijd.
Het begrip pijngrens is voorbehouden aan het moment dat de pijn dusdanig hoog is dat iemand het bewustzijn verliest dan wel overlijdt, de pijntolerantiegrens.

## Pijndrempel bij verschillende prikkels

### Geluid
Bij geluid als pijnprikkel is de pijndrempel de geluidsdruk waarboven geluid pijnlijk wordt. De pijndrempel is de minimale geluidsdruk waarboven geluid buiten het oor niet slechts ongemak veroorzaakt, maar werkelijk pijn.
De pijndrempel wordt meestal gelegd bij 120 dB. Dit komt overeen met een geluidsdruk van 20 pascal. Het exact bepalen van de pijndrempel is echter niet mogelijk, ten eerste omdat het testen de proefpersonen schade kan berokkenen en ten tweede omdat elke proefpersoon zijn eigen persoonlijke pijntolerantie heeft; sommigen hebben pas last van pijn bij 140 dB. Bij mensen met hyperacusis is de pijndrempel verlaagd. Dit wordt wel 'recruitment' genoemd. Ook een verkoudheid verlaagt de pijndrempel; de stationaire luchtdruk kan dan moeilijker weg waardoor het trommelvlies onder voorspanning kan staan.
De pijndrempel is slechts beperkt afhankelijk van de frequentie van het geluid. Regelmatige blootstelling aan geluid boven de pijndrempel zal gehoorschade of tinnitus veroorzaken. Langdurige blootstelling aan geluid tegen de pijndrempel aan kan echter ook gehoorschade veroorzaken.

### Temperatuur
Bij warmte of kou wordt deze door de pijnreceptoren pas gevoeld als de huid zelf deze temperatuur heeft bereikt, dus niet rechtstreeks door het warme of koude voorwerp, het warme water of de hete lucht. Als de huid aan een warmtebron blootgesteld wordt, probeert het lichaam de temperatuur van de huid op het normale niveau te houden, en in elk geval te voorkomen dat de huid wordt verhit tot boven de pijngrens. Zo zal iemand in een hete sauna gaan zweten. Door de verdamping van het water in het zweet wordt er warmte aan het lichaam onttrokken en koelt de huid af.
Een ander effect bij blootstelling aan warmte is dat de bloedvaatjes in de huid zich verwijden. De hogere bloeddoorstroming die hiervan het gevolg is zorgt ervoor dat de warmte wordt afgevoerd naar een andere plek in het lichaam. Door de wijd openstaande bloedvaatjes in de huid wordt deze rood.

### Andere prikkels
Voor veel andere prikkels, zoals elektrische of tactiele prikkels, is het niet goed mogelijk om een algemene benadering van de pijndrempel te bepalen omdat er erg veel variabelen zijn. Er is in het verleden wel geprobeerd objectieve metingen te verrichten. Er zijn medio twintigste eeuw verschillende apparaten voor pijnmeting ontwikkeld, maar dat heeft niet tot accurate dosis-effectrelaties geleid, en inmiddels zijn dergelijke instrumenten in onbruik geraakt.

## Pijntolerantiegrens
Het begrip pijntolerantie heeft betrekking op de hoeveelheid of de intensiteit van pijn die een individu kan verdragen, zonder fysiek of emotioneel te bezwijken. De pijnintensiteit waarbij de grens van pijntolerantie wordt bereikt, de pijntolerantiegrens, ligt hoger dan de pijndrempel. Evenals de pijndrempel kan de pijntolerantiegrens verschillen per persoon en per tijdstip.

## Seks
Binnen de bdsm is het fenomeen van de algolagnie bekend: pijn wordt als prettig en seksueel opwindend ervaren.